# 蘇聖瑪麗 (密西根州)
蘇聖瑪麗（Sault Ste. Marie，IPA：[ˈsuː ˈseɪnt məˈriː]）是美國密西根州的一座城市，契皮瓦縣縣治。位於上半島東部、聖瑪麗河南岸，北望加拿大安大略同名的城市。2005年人口14,318人。
建於1668年，是白人在密西根州最早的定居點，1797年與北岸的蘇聖瑪麗分開。城名是古法語，指的是聖瑪麗河上的急流。

## 伸延閱讀
- Harrison, Jim. . The New York Times. November 30, 2013  [November 30, 2013]. （原始内容存档于2020-05-19）.

## 外部連結
- Sault Ste. Marie Visitors Bureau （页面存档备份，存于）
- City of Sault Ste. Marie （页面存档备份，存于）
- Tocqueville in Sault Ste. Marie – Segment from C-SPAN's Alexis de Tocqueville Tour
- . . 1921.